# Plavus
Plavus (macedónul: Плавуш, törökül Plavuş) település Észak-Macedóniában, a Délkeleti körzetben, a Valandovói járásban.

## Népesség
| Lakosok száma | 242  | 262  | 74   | 23   |      |
|               | 1948 | 1953 | 1961 | 1971 | 1981 |

- 2002-ben lakatlan település, korábban törökök lakták.